# Laurent Letzer
Laurent Letzer, né le 16 octobre 1962 à Kapellen (province d'Anvers), est un scénariste de bande dessinée belge.

## Biographie
Laurent Letzer naît le 16 octobre 1962 à Kapellen, dans la province d'Anvers. Il est le fils de Yolande Yollun et Georges Letzer, compositeur et armateur. 
Laurent Letzer rencontre Luc Cromheecke au début des années 1980 à l’Académie royale des beaux-arts d'Anvers, et ils abandonnent leurs études, préférant dessiner de la bande dessinée. Tom Carbone, une série à l'humour absurde et non-sensique, avec ses fables exubérantes, est publiée à partir de 1985 dans Spirou et y fait figure d'exception, puis compilée en albums chez Dupuis, quatre albums en langue française de 1991 à 1994. En 1993, il écrit le scénario d'un court récit de 5 planches La Bouffe ou la vie pour son partenaire Luc Croomheecke pour l'Association contre le cancer. Au milieu des années 1990, Cromheecke et Letzer sont invités à réaliser des courts métrages d'animation pour ID-TV, la maison de production de Zaki — pseudonyme de Jackie Dewaele —, alors présentateur de VTM mais le projet n'aboutit pas. 
En 1996, Cromheecke et Letzer créent Ben le Forestier pour le magazine Astrapi qui ne connaît que deux courts récits avant d'être victime d'une restructuration. En 2005, il répond à l'appel de l'armée belge et participe au collectif BDéfense ! vendu au profit d'œuvres caricatives. En 2006, le personnage secondaire Plunk ! créé dans Taco Zip, prend du galon et  devient le personnage principal de sa propre série, qui conte sans paroles la vie d'un extraterrestre confronté à des situations délirantes. En 2012, Glénat réédite une intégrale en deux volumes de la série Tom Carbone, le premier volume étant préfacé par Lewis Trondheim. En septembre 2012, une statue de Plunk ! réalisée par Joris Peeters est érigée sur une pelouse située Oude Heidestraat à Kapellen et fait partie du parcours cycliste consacré à la bande dessinée. On trouve sa signature dans Spirou de manière épisodique jusqu'en 2013.
Plunk !, la création Luc Cromheecke et Laurent Letzer, est immortalisée en bois à l'Arboretum de Kalmthout en juillet 2015. En 2020, c'est l'éditeur chinois Liaoning Science and Technology Press qui livre une version intégrale de Plunk !.
Il avoue être influencé par le surréalisme belge et ses représentants Marcel Broodthaers et René Magritte tandis qu'au cinéma par Jacques Tati. En juin 2014, Letzer vit à Bruxelles en Belgique.

## Œuvres

### Albums de bande dessinée

#### Séries
Tom Carbone
- 1. En bonne compagnie, Dupuis, Marcinelle, octobre 1991
Scénario : Laurent Letzer - Dessin : Luc Cromheecke - Couleurs : quadrichromie -  (ISBN 2-8001-1866-0)
- 2. Mise en boîte, Dupuis, Marcinelle, mai 1992
Scénario : Laurent Letzer - Dessin : Luc Cromheecke - Couleurs : quadrichromie -  (ISBN 2-8001-1921-7)
- 3. Agiter avant l'emploi, Dupuis, Marcinelle, mai 1993
Scénario : Laurent Letzer - Dessin : Luc Cromheecke - Couleurs : quadrichromie -  (ISBN 2-8001-2035-5)
- 4. Ça vole haut, Dupuis, Marcinelle, septembre 1994
Scénario : Laurent Letzer - Dessin : Luc Cromheecke - Couleurs : quadrichromie -  (ISBN 2-8001-2115-7)
- Int. 1. Intégrale 1[12],[19],[20],[21], Glénat, coll. « Mille feuilles », Grenoble, 26 septembre 2012
Scénario : Laurent Letzer - Dessin et couleurs : Luc Cromheecke -  (ISBN 978-2-7234-8692-7)Contient les albums : En bonne compagnie, Mise en boîte, Lunatoys et Tannenbaum.
- Int. 2. Intégrale 2[22],[23],[24], Glénat, coll. « Mille feuilles », Grenoble, 30 janvier 2013
Scénario : Laurent Letzer - Dessin et couleurs : Luc Cromheecke -  (ISBN 978-2-7234-8693-4),Contient : Agiter avant l'emploi, Ça vole haut et Le Fou crépitant, de 120 pages inédites de jeux, croquis et de dessins-hommages de collègues du journal Spirou : Franquin, Fournier, Cauvin, Le Gall, Lampil, et un mini-récit paru dans Spirou en 1989, Tom Carbone à la Foire.

Plunk !
- 1. I love Plunk ![26],[10],[27], Dupuis, Marcinelle, juin 2007
Scénario : Laurent Letzer - Dessin et couleurs : Luc Cromheecke -  (ISBN 978-2-8001-3914-2)
- 2. 100% pure Plunk ![28], Dupuis, Marcinelle, janvier 2008
Scénario : Laurent Letzer - Dessin et couleurs : Luc Cromheecke -  (ISBN 978-2-8001-4040-7)
- 3. Génération Plunk ![29],[30], Dupuis, Marcinelle, 6 mars 2009
Scénario : Laurent Letzer - Dessin et couleurs : Luc Cromheecke -  (ISBN 978-2-8001-4328-6)

#### Collectifs
- 6 Histoires bien portantes, Association contre le cancer, Bruxelles, 1993
Scénario : collectif dont Laurent Letzer - Dessin : collectif - Couleurs : quadrichromie -  (ISBN 2-87247-010-7)Participation : La Bouffe ou la vie - Scénario : Letzer - Dessin : Luc Cromheecke (5 planches).
- C'est fou le foot sans les règles, Pictoris studio, mai 1998
Scénario : collectif dont Laurent Letzer - Dessin : collectif - Couleurs : quadrichromie -  (ISBN 2-84153-100-7)
- BDéfense ![11], Forces armées belges, Bruxelles, décembre 2005
Scénario : collectif dont Laurent Letzer - Dessin : collectif - Couleurs : quadrichromie -  (ISBN 90-7517-204-4)
- La Galerie des Illustres, Dupuis, Bruxelles, 5 avril 2013
Scénario : collectif dont Laurent Letzer - Dessin : collectif - Couleurs : quadrichromie -  (ISBN 978-2-8001-5711-5),Entretiens menés par Jean-Pierre Fuéri.

## Prix et récompenses
- 1992 :  prix de la meilleure série humoristique décerné par la Chambre belge des experts en bande dessinée[31] pour Mise en boîte avec Luc Cromheecke.

#### Livres
: document utilisé comme source pour la rédaction de cet article.
- Henri Filippini, Dictionnaire de la bande dessinée, Paris, Bordas, 1989, 731 p., ill. ; 27 cm (ISBN 2-04-018455-4, OCLC 1244909550, BNF 35065653, présentation en ligne), p. 529, 644.
- Jean-Louis Lechat, Un demi-siècle d’aventures t. 2 : 1970 - 1996, Bruxelles, Le Lombard, 5 décembre 1996, 224 p., ill. ; 31 cm (ISBN 280361233X, OCLC 37995939, BNF 37539082, présentation en ligne), p. 125. .
- Philippe Mellot, Michel Denni, Laurent Turpin et Isabelle Morzadec, Trésors de la bande dessinée : BDM 2021-2022 - Catalogue encyclopédique et Argus, Paris, Les Arènes, novembre 2020, 22e éd., 1700 p., ill. ; 23 cm (ISBN 9791037502582, OCLC 1240308146, présentation en ligne), p. 891, 1212. .